# المقاسمة (النادرة)

تعديل مصدري - تعديل

المقاسمة هي إحدى قرى عزلة شخب بمديرية النادرة التابعة لمحافظة إب، بلغ تعداد سكانها 223 نسمة حسب تعداد اليمن لعام 2004.